# Saison 2009-2010 de l'ECHL
Saison précédente Saison suivante
La saison 2009-2010 est la vingt-deuxième saison de l'ECHL au terme de laquelle les Cyclones de Cincinnati remportent la Coupe Kelly en battant en finale les Steelheads de l'Idaho.

## Saison régulière
En raison de la crise économique, la ligue décide de prolonger d'une saison l'inactivité de l'Inferno de Columbia et du Pride de Pee Dee. De leurs côtés, les Bombers de Dayton et les Sea Wolves du Mississippi annoncent la suspension de leurs activités pour la saison tandis que les Sea Wolves annoncent que l'équipe est dissoute et ne reviendra pas en ECHL. Pour leur part, les RoadRunners de Phoenix annoncent qu'en raison de problèmes économiques, la franchise arrête ses activités. Ils sont ensuite imités au cours de la saison régulière par le Pride de Pee Dee qui ferme ses portes officiellement, sans avoir disputé une seule rencontre depuis son déménagement à Myrtle Beach.
Après deux saisons d'inactivité volontaire afin de pouvoir construire sonnouvel aréna, le Storm de Toledo, devenu le Walleye de Toledo effectue un retour dans la ligue. Les Wings de Kalamazoo rejoignent la ligue et deviennent la deuxième équipe en trois saisons à délaisser la Ligue internationale de hockey au profit de l'ECHL, après les Jackals d'Elmira en 2007.   
À la suite de la rencontre annuelle des gouverneurs de la ligue qui a lieu en juin 2009, ceux-ci décident de réorganiser les associations et en profitent pour ajouter une division supplémentaire, la division Est, à l'association américaine. 

### Classement

#### Association américaine
| Clt   | Équipe              | PJ | V  | D  | DP | DF | BP  | BC  | Pts |
| ----- | ------------------- | -- | -- | -- | -- | -- | --- | --- | --- |
| +001, | Jackals d'Elmira    | 72 | 37 | 26 | 6  | 3  | 275 | 231 | 83  |
| +002, | Royals de Reading   | 72 | 37 | 29 | 1  | 5  | 254 | 275 | 80  |
| +003, | Devils de Trenton   | 72 | 33 | 30 | 4  | 5  | 244 | 252 | 75  |
| +004, | Chiefs de Johnstown | 72 | 18 | 43 | 7  | 4  | 215 | 307 | 47  |

| Clt   | Équipe                 | PJ | V  | D  | DP | DF | BP  | BC  | Pts |
| ----- | ---------------------- | -- | -- | -- | -- | -- | --- | --- | --- |
| +001, | Wings de Kalamazoo     | 72 | 42 | 20 | 6  | 4  | 273 | 243 | 94  |
| +002, | Cyclones de Cincinnati | 72 | 44 | 25 | 1  | 2  | 235 | 200 | 91  |
| +003, | Walleye de Toledo      | 72 | 35 | 30 | 2  | 5  | 254 | 274 | 77  |
| +004, | Nailers de Wheeling    | 72 | 33 | 32 | 2  | 5  | 240 | 249 | 73  |

| Clt   | Équipe                          | PJ | V  | D  | DP | DF | BP  | BC  | Pts |
| ----- | ------------------------------- | -- | -- | -- | -- | -- | --- | --- | --- |
| +001, | Checkers de Charlotte           | 72 | 43 | 21 | 4  | 4  | 253 | 223 | 94  |
| +002, | Stingrays de la Caroline du Sud | 72 | 41 | 19 | 6  | 6  | 248 | 216 | 94  |
| +003, | Everblades de la Floride        | 72 | 38 | 25 | 4  | 5  | 234 | 221 | 85  |
| +004, | Gladiators de Gwinnett          | 72 | 31 | 33 | 5  | 3  | 243 | 277 | 70  |

#### Association nationale
| Clt   | Équipe                 | PJ | V  | D  | DP | DF | BP  | BC  | Pts |
| ----- | ---------------------- | -- | -- | -- | -- | -- | --- | --- | --- |
| +001, | Condors de Bakersfield | 72 | 38 | 29 | 4  | 1  | 232 | 243 | 81  |
| +002, | Wranglers de Las Vegas | 72 | 34 | 30 | 4  | 4  | 234 | 257 | 76  |
| +003, | Thunder de Stockton    | 72 | 33 | 29 | 2  | 7  | 235 | 241 | 76  |
| +004, | Reign d'Ontario        | 72 | 31 | 31 | 3  | 7  | 214 | 229 | 72  |

| Clt   | Équipe                   | PJ | V  | D  | DP | DF | BP  | BC  | Pts |
| ----- | ------------------------ | -- | -- | -- | -- | -- | --- | --- | --- |
| +001, | Steelheads de l'Idaho    | 72 | 48 | 17 | 2  | 5  | 260 | 191 | 103 |
| +002, | Aces de l'Alaska         | 72 | 36 | 28 | 4  | 4  | 232 | 240 | 80  |
| +003, | Grizzlies de l'Utah      | 72 | 34 | 29 | 4  | 5  | 260 | 253 | 77  |
| +004, | Salmon Kings de Victoria | 72 | 34 | 32 | 4  | 2  | 230 | 243 | 74  |

- En gras : qualifié pour les huitièmes de finale des séries
- En italique : qualifié directement pour les quarts de finale des séries

### Meilleurs pointeurs
| Joueur          | Équipe    | PJ | B  | A  | Pts | Pun |
| --------------- | --------- | -- | -- | -- | --- | --- |
| Tyler Donati    | Elmira    | 67 | 38 | 76 | 114 | 52  |
| Justin Donati   | Elmira    | 65 | 42 | 62 | 104 | 48  |
| Ryan Kinasewich | Utah      | 59 | 48 | 55 | 103 | 70  |
| Mark Derlago    | Idaho     | 60 | 42 | 50 | 82  | 36  |
| Adam Miller     | Las Vegas | 72 | 33 | 53 | 86  | 102 |
| A.J. Perry      | Utah      | 67 | 30 | 48 | 78  | 62  |
| Evan Barlow     | Idaho     | 58 | 32 | 43 | 75  | 65  |
| James Bates     | Stockton  | 60 | 27 | 46 | 73  | 24  |
| Andrew Fournier | Kalamazoo | 70 | 27 | 44 | 71  | 40  |
| Ryan Cruthers   | Reading   | 60 | 22 | 49 | 71  | 71  |

### Meilleurs gardiens
| Gardien           | Équipe          | PJ | Min   | V  | D  | DP | DF | BC  | BL | %Arr   | Moy  |
| ----------------- | --------------- | -- | ----- | -- | -- | -- | -- | --- | -- | ------ | ---- |
| Richard Bachman   | Idaho           | 35 | 2 028 | 22 | 7  | 0  | 4  | 77  | 4  | 91 %   | 2,28 |
| Réjean Beauchemin | Idaho           | 39 | 2 279 | 25 | 10 | 2  | 1  | 100 | 2  | 89,2 % | 2,63 |
| Jeremy Smith      | Cincinnati      | 42 | 2 468 | 23 | 15 | 0  | 2  | 108 | 2  | 89,9 % | 2,28 |
| Ryan Munce        | Charlotte       | 44 | 2 511 | 26 | 14 | 2  | 1  | 116 | 1  | 91,3 % | 2,77 |
| Todd Ford         | Caroline du Sud | 28 | 1 658 | 18 | 7  | 1  | 1  | 77  | 1  | 91 %   | 2,79 |

## Séries éliminatoires
Les huitièmes de finale sont joués au meilleur des cinq rencontres alors que les autres tours le sont au meilleur des sept matchs. La meilleure équipe de l'association nationale, les Steelheads de l'Idaho, est exempte du premier tour.
|  | Huitièmes de finale             | Huitièmes de finale             | Huitièmes de finale      | Huitièmes de finale      |                        |                        | Quarts de finale | Quarts de finale | Quarts de finale | Quarts de finale |  |  | Demi-finales | Demi-finales | Demi-finales | Demi-finales |  |  | Finale de la Coupe Kelly | Finale de la Coupe Kelly | Finale de la Coupe Kelly | Finale de la Coupe Kelly |
|  |                                 |                                 |                          |                          |                        |                        |                  |                  |                  |                  |  |  |              |              |              |              |  |  |                          |                          |                          |                          |
|  |                                 |                                 |                          |                          |                        |                        |                  |                  |                  |                  |  |  |              |              |              |              |  |  |                          |                          |                          |                          |
|  |                                 |                                 |                          |                          |                        |                        |                  |                  |                  |                  |  |  |              |              |              |              |  |  |                          |                          |                          |                          |
|  |                                 |                                 |                          |                          |                        |                        |                  |                  |                  |                  |  |  |              |              |              |              |  |  |                          |                          |                          |                          |
|  |                                 |                                 |                          |                          |                        |                        |                  |                  |                  |                  |  |  |              |              |              |              |  |  |                          |                          |                          |                          |
|  | Steelheads de l'Idaho           | Steelheads de l'Idaho           | 4                        | 4                        |                        |                        |                  |                  |                  |                  |  |  |              |              |              |              |  |  |                          |                          |                          |                          |
|  | Steelheads de l'Idaho           | Steelheads de l'Idaho           | 4                        | 4                        |                        |                        |                  |                  |                  |                  |  |  |              |              |              |              |  |  |                          |                          |                          |                          |
|  |                                 |                                 | Grizzlies de l'Utah      | Grizzlies de l'Utah      | 0                      | 0                      |                  |                  |                  |                  |  |  |              |              |              |              |  |  |                          |                          |                          |                          |
|  | Grizzlies de l'Utah             | Grizzlies de l'Utah             | Grizzlies de l'Utah      | Grizzlies de l'Utah      | 0                      | 0                      | 3                | 3                |                  |                  |  |  |              |              |              |              |  |  |                          |                          |                          |                          |
|  | Grizzlies de l'Utah             | Grizzlies de l'Utah             |                          |                          |                        |                        |                  | 3                |                  |                  |  |  |              |              |              |              |  |  |                          |                          |                          |                          |
|  | Wranglers de Las Vegas          | Wranglers de Las Vegas          | 2                        | 2                        |                        |                        |                  |                  |                  |                  |  |  |              |              |              |              |  |  |                          |                          |                          |                          |
|  | Wranglers de Las Vegas          | Wranglers de Las Vegas          | 2                        | 2                        | Steelheads de l'Idaho  | Steelheads de l'Idaho  | 4                | 4                |                  |                  |  |  |              |              |              |              |  |  |                          |                          |                          |                          |
|  |                                 |                                 |                          |                          | Steelheads de l'Idaho  | Steelheads de l'Idaho  | 4                | 4                |                  |                  |  |  |              |              |              |              |  |  |                          |                          |                          |                          |
|  |                                 |                                 | Thunder de Stockton      | Thunder de Stockton      | 2                      | 2                      |                  |                  |                  |                  |  |  |              |              |              |              |  |  |                          |                          |                          |                          |
|  | Condors de Bakersfield          | Condors de Bakersfield          | Thunder de Stockton      | Thunder de Stockton      | 2                      | 2                      | 3                | 3                |                  |                  |  |  |              |              |              |              |  |  |                          |                          |                          |                          |
|  | Condors de Bakersfield          | Condors de Bakersfield          |                          |                          |                        |                        |                  | 3                |                  |                  |  |  |              |              |              |              |  |  |                          |                          |                          |                          |
|  | Salmon Kings de Victoria        | Salmon Kings de Victoria        | 2                        | 2                        |                        |                        |                  |                  |                  |                  |  |  |              |              |              |              |  |  |                          |                          |                          |                          |
|  | Salmon Kings de Victoria        | Salmon Kings de Victoria        | 2                        | 2                        | Condors de Bakersfield | Condors de Bakersfield | 1                | 1                |                  |                  |  |  |              |              |              |              |  |  |                          |                          |                          |                          |
|  |                                 |                                 |                          |                          | Condors de Bakersfield | Condors de Bakersfield | 1                | 1                |                  |                  |  |  |              |              |              |              |  |  |                          |                          |                          |                          |
|  |                                 |                                 | Thunder de Stockton      | Thunder de Stockton      | 4                      | 4                      |                  |                  |                  |                  |  |  |              |              |              |              |  |  |                          |                          |                          |                          |
|  | Aces de l'Alaska                | Aces de l'Alaska                | Thunder de Stockton      | Thunder de Stockton      | 4                      | 4                      | 1                | 1                |                  |                  |  |  |              |              |              |              |  |  |                          |                          |                          |                          |
|  | Aces de l'Alaska                | Aces de l'Alaska                |                          |                          |                        |                        |                  | 1                |                  |                  |  |  |              |              |              |              |  |  |                          |                          |                          |                          |
|  | Thunder de Stockton             | Thunder de Stockton             | 3                        | 3                        |                        |                        |                  |                  |                  |                  |  |  |              |              |              |              |  |  |                          |                          |                          |                          |
|  | Thunder de Stockton             | Thunder de Stockton             | 3                        | 3                        | Steelheads de l'Idaho  | Steelheads de l'Idaho  | 1                | 1                |                  |                  |  |  |              |              |              |              |  |  |                          |                          |                          |                          |
|  |                                 |                                 |                          |                          | Steelheads de l'Idaho  | Steelheads de l'Idaho  | 1                | 1                |                  |                  |  |  |              |              |              |              |  |  |                          |                          |                          |                          |
|  |                                 |                                 | Cyclones de Cincinnati   | Cyclones de Cincinnati   | 4                      | 4                      |                  |                  |                  |                  |  |  |              |              |              |              |  |  |                          |                          |                          |                          |
|  | Checkers de Charlotte           | Checkers de Charlotte           | Cyclones de Cincinnati   | Cyclones de Cincinnati   | 4                      | 4                      | 3                | 3                |                  |                  |  |  |              |              |              |              |  |  |                          |                          |                          |                          |
|  | Checkers de Charlotte           | Checkers de Charlotte           |                          |                          |                        |                        |                  | 3                |                  |                  |  |  |              |              |              |              |  |  |                          |                          |                          |                          |
|  | Walleye de Toledo               | Walleye de Toledo               | 1                        | 1                        |                        |                        |                  |                  |                  |                  |  |  |              |              |              |              |  |  |                          |                          |                          |                          |
|  | Walleye de Toledo               | Walleye de Toledo               | 1                        | 1                        | Checkers de Charlotte  | Checkers de Charlotte  | 3                | 3                |                  |                  |  |  |              |              |              |              |  |  |                          |                          |                          |                          |
|  |                                 |                                 |                          |                          | Checkers de Charlotte  | Checkers de Charlotte  | 3                | 3                |                  |                  |  |  |              |              |              |              |  |  |                          |                          |                          |                          |
|  |                                 |                                 | Cyclones de Cincinnati   | Cyclones de Cincinnati   | 4                      | 4                      |                  |                  |                  |                  |  |  |              |              |              |              |  |  |                          |                          |                          |                          |
|  | Stingrays de la Caroline du Sud | Stingrays de la Caroline du Sud | Cyclones de Cincinnati   | Cyclones de Cincinnati   | 4                      | 4                      | 2                | 2                |                  |                  |  |  |              |              |              |              |  |  |                          |                          |                          |                          |
|  | Stingrays de la Caroline du Sud | Stingrays de la Caroline du Sud |                          |                          |                        |                        |                  | 2                |                  |                  |  |  |              |              |              |              |  |  |                          |                          |                          |                          |
|  | Cyclones de Cincinnati          | Cyclones de Cincinnati          | 3                        | 3                        |                        |                        |                  |                  |                  |                  |  |  |              |              |              |              |  |  |                          |                          |                          |                          |
|  | Cyclones de Cincinnati          | Cyclones de Cincinnati          | 3                        | 3                        | Cyclones de Cincinnati | Cyclones de Cincinnati | 4                | 4                |                  |                  |  |  |              |              |              |              |  |  |                          |                          |                          |                          |
|  |                                 |                                 |                          |                          | Cyclones de Cincinnati | Cyclones de Cincinnati | 4                | 4                |                  |                  |  |  |              |              |              |              |  |  |                          |                          |                          |                          |
|  |                                 |                                 | Royals de Reading        | Royals de Reading        | 3                      | 3                      |                  |                  |                  |                  |  |  |              |              |              |              |  |  |                          |                          |                          |                          |
|  | Wings de Kalamazoo              | Wings de Kalamazoo              | Royals de Reading        | Royals de Reading        | 3                      | 3                      | 2                | 2                |                  |                  |  |  |              |              |              |              |  |  |                          |                          |                          |                          |
|  | Wings de Kalamazoo              | Wings de Kalamazoo              |                          |                          |                        |                        |                  | 2                |                  |                  |  |  |              |              |              |              |  |  |                          |                          |                          |                          |
|  | Royals de Reading               | Royals de Reading               | 3                        | 3                        |                        |                        |                  |                  |                  |                  |  |  |              |              |              |              |  |  |                          |                          |                          |                          |
|  | Royals de Reading               | Royals de Reading               | 3                        | 3                        | Royals de Reading      | Royals de Reading      | 4                | 4                |                  |                  |  |  |              |              |              |              |  |  |                          |                          |                          |                          |
|  |                                 |                                 |                          |                          | Royals de Reading      | Royals de Reading      | 4                | 4                |                  |                  |  |  |              |              |              |              |  |  |                          |                          |                          |                          |
|  |                                 |                                 | Everblades de la Floride | Everblades de la Floride | 0                      | 0                      |                  |                  |                  |                  |  |  |              |              |              |              |  |  |                          |                          |                          |                          |
|  | Jackals d'Elmira                | Jackals d'Elmira                | Everblades de la Floride | Everblades de la Floride | 0                      | 0                      | 2                | 2                |                  |                  |  |  |              |              |              |              |  |  |                          |                          |                          |                          |
|  | Jackals d'Elmira                | Jackals d'Elmira                |                          |                          |                        |                        |                  | 2                |                  |                  |  |  |              |              |              |              |  |  |                          |                          |                          |                          |
|  | Everblades de la Floride        | Everblades de la Floride        | 3                        | 3                        |                        |                        |                  |                  |                  |                  |  |  |              |              |              |              |  |  |                          |                          |                          |                          |
|  | Everblades de la Floride        | Everblades de la Floride        | 3                        | 3                        |                        |                        |                  |                  |                  |                  |  |  |              |              |              |              |  |  |                          |                          |                          |                          |
|  |                                 |                                 |                          |                          |                        |                        |                  |                  |                  |                  |  |  |              |              |              |              |  |  |                          |                          |                          |                          |

## Récompenses

### Trophées
| Coupe Kelly :                        | Cyclones de Cincinnati                               |
| Coupe Henry Brabham :                | Steelheads de l'Idaho                                |
| Trophée Gingher :                    | Cyclones de Cincinnati                               |
| Trophée Bruce Taylor :               | Steelheads de l'Idaho                                |
| Trophée John Brophy :                | Derek Laxdal, Steelheads de l'Idaho                  |
| CCM U+ Meilleur joueur de la Ligue : | Tyler Donati, Jackals d'Elmira                       |
| Meilleur joueur de la Coupe Kelly :  | Robert Mayer et Jeremy Smith, Cyclones de Cincinnati |
| Reebok Gardien de but de l'année :   | Todd Ford, Stingrays de la Caroline du Sud           |
| CCM Recrue de l'année :              | Justin Donati, Jackals d'Elmira                      |
| Défenseur de l'année :               | Jean-Claude Sawyer, Walleye de Toledo                |
| Meilleur pointeur :                  | Tyler Donati, Jackals d'Elmira                       |
| Reebok Meilleur différentiel +/- :   | Mark Derlago, Steelheads de l'Idaho                  |
| Meilleur esprit sportif :            | Barret Ehgoetz, Cyclones de Cincinnati               |
| Trophée Ryan Birmingham :            |                                                      |

### Équipes d'étoiles
| Position       | Joueur             | Équipe          |
| -------------- | ------------------ | --------------- |
| Gardien de but | Todd Ford          | Caroline du sud |
| Défenseur      | Eric Regan         | Bakersfield     |
| Défenseur      | Jean-Claude Sawyer | Toledo          |
| Attaquant      | Mark Derlago       | Idaho           |
| Attaquant      | Tyler Donati       | Elmira          |
| Attaquant      | Ryan Kinasewich    | Utah            |

| Position       | Joueur          | Équipe    |
| -------------- | --------------- | --------- |
| Gardien de but | Richard Bachman | Idaho     |
| Défenseur      | Mitch Ganzak    | Wheeling  |
| Défenseur      | Jim Sharrow     | Victoria  |
| Attaquant      | Justin Donati   | Elmira    |
| Attaquant      | Adam Miller     | Las Vegas |
| Attaquant      | Tyler Spurgeon  | Idaho     |

| Position       | Joueur          | Équipe   |
| -------------- | --------------- | -------- |
| Gardien de but | Richard Bachman | Idaho    |
| Défenseur      | Drew Paris      | Gwinnett |
| Défenseur      | Sam Roberts     | Gwinnett |
| Attaquant      | Evan Barlow     | Idaho    |
| Attaquant      | Justin Donati   | Elmira   |
| Attaquant      | Maxime Tanguay  | Toledo   |